# SN 2009kp
SN 2009kp – supernowa typu Ia odkryta 3 listopada 2009 roku w galaktyce NGC 6246. W momencie odkrycia miała maksymalną jasność 15,10m.